# 5 000 mètres masculin aux Jeux olympiques d'été de 1924
Pour un article plus général, voir Athlétisme aux Jeux olympiques d'été de 1924.
Navigation
Anvers 1920 Amsterdam 1928
L'épreuve du 5 000 mètres masculin aux Jeux olympiques de 1924 s'est déroulée les 8 et 10 juillet 1924 au Stade olympique Yves-du-Manoir à Paris, en France. Elle est remportée par le Finlandais Paavo Nurmi.

## Résultats

### Finale
| Rang               | Athlète               | Temps         | Notes |
| ------------------ | --------------------- | ------------- | ----- |
| Médaille d'or      | Paavo Nurmi (FIN)     | 14 min 31 s 2 | OR    |
| Médaille d'argent  | Ville Ritola (FIN)    | 14 min 31 s 4 |       |
| Médaille de bronze | Edvin Wide (SWE)      | 15 min 01 s 8 |       |
| 4                  | John Romig (USA)      | 15 min 12 s 4 |       |
| 5                  | Eino Seppälä (FIN)    | 15 min 18 s 4 |       |
| 6                  | Charles Clibbon (GBR) | 15 min 29 s 0 |       |
| 7                  | Lucien Dolquès (FRA)  | 15 min 32 s 6 |       |
| 8                  | Axel Eriksson (SWE)   | 15 min 38 s 0 |       |
| 9                  | Léonard Mascaux (FRA) | 15 min 39 s 0 |       |
| 10                 | Frank Saunders (GBR)  | 15 min 54 s 0 |       |
| 11                 | Eino Rastas (FIN)     |               |       |
| 12                 | Katsuo Okazaki (JPN)  |               |       |